# Sebastian Karlsson (handbollsspelare)
Sebastian Carl Percy Karlsson, född 21 januari 1995 i Sävedalens församling i Göteborgs och Bohus län, är en svensk handbollsspelare. Han spelar som högersexa för Montpellier HB.

## Karriär
Karlssons moderklubb är IK Sävehof. År 2012 gjorde han ett utbytesår i Spanien, och spelade då för det spanska laget BM Gades. 2013 kom han tillbaka till IK Sävehof, och debuterade i Handbollsligan.
Från sommaren 2023 har han kontrakt med franska toppklubben Montpellier HB, ett kontrakt som sträcker sig till sommaren 2026.
I februari 2023 blev han för första gången uttagen i A-landslaget, inför två landskamper mot Spanien. Han debuterade den 8 mars men blev mållös. Första landslagsmålet gjorde han 2 november 2023 i en landskamp mot Ukraina. Karlsson blev sedan uttagen till EM 2024 vilket blev hans mästerskapsdebut.

## Meriter
Med landslag
- EM 2024
- U20-EM 2014

Med klubblag
- Coupe de France 2025 med Montpellier HB
- European League 2025 med Montpellier HB
- SM-Guld 2019 och 2021 med IK Sävehof
- Svensk Cupmästare 2022 med IK Sävehof
- EHF Challenge Cup 2014 med IK Sävehof

Individuella utmärkelser
- All-Star Team som bästa högersexa vid U19-VM 2013[8]
- All-Star Team som bästa högersexa i Handbollsligan 2021/2022[9] och 2022/2023[10]